# Brancasaurus brancai
Il brancasauro (Brancasaurus brancai) è un rettile marino estinto appartenente ai plesiosauri. Visse nel Cretaceo inferiore (Berriasiano, circa 144 milioni di anni fa) e i suoi resti fossili sono stati ritrovati in Germania.

## Descrizione

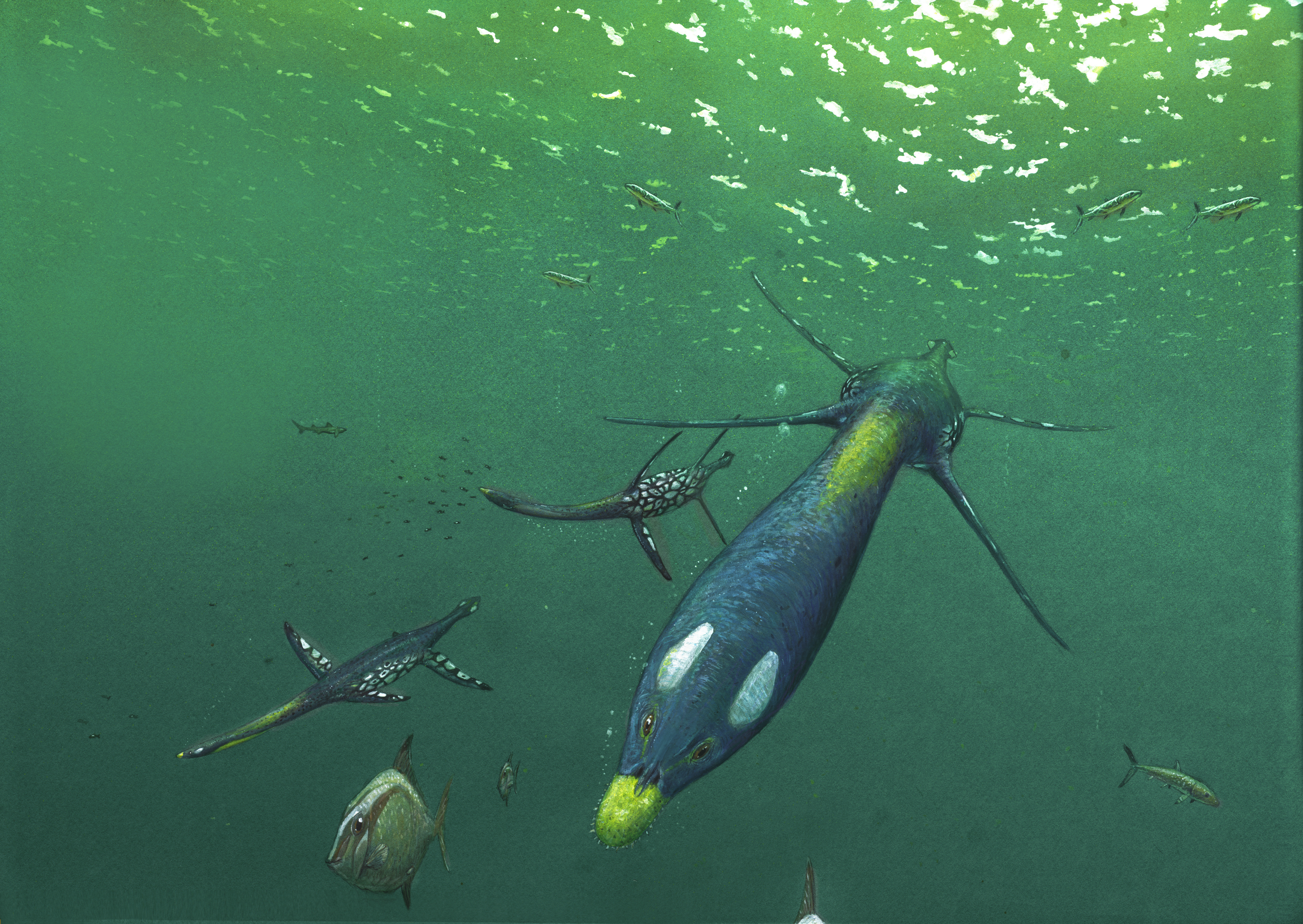
Ricostruzione di Brancasaurus

Questo rettile è noto grazie ai fossili quasi completi di un esemplare ritrovato nei pressi di Gronau, nella Germania centro-occidentale. La lunghezza doveva essere modesta se rapportata a quella di molti altri plesiosauri (ad esempio Elasmosaurus), e non doveva superare i 3,5 metri. Come tutti i plesiosauri, anche Brancasaurus possedeva zampe simili a pinne, un collo lungo e una piccola testa armata di denti aguzzi. Al contrario di Elasmosaurus e forme simili, il collo di Brancasaurus non era eccezionalmente allungato, e possedeva solo 37 vertebre cervicali (per un confronto, Elasmosaurus ne possedeva oltre 70).

## Classificazione
Brancasaurus è stato descritto per la prima volta nel 1914 ed è stato a lungo considerato uno dei membri più basali ("primitivi") del gruppo degli elasmosauridi, una famiglia di plesiosauri dal collo lunghissimo e dalle notevoli specializzazioni.
Uno studio più recente (Ketchum & Benson, 2010) ha attribuito invece Brancasaurus alla famiglia dei leptocleididi, un gruppo di plesiosauri dalle caratteristiche ancestrali, sopravvissuti nel Cretaceo, alcuni dei quali colonizzarono le acque dolci. Il nome Brancasaurus onora Wilhelm von Branca, paleontologo tedesco.